# Jean Marcelin
Jean Harisson Marcelin (* 12. Februar 2000 in Le Port, Réunion) ist ein madagassisch-französischer Fußballspieler. Er kommt meistens in der Innenverteidigung zum Einsatz.

## Karriere

### Verein
Marcelin begann mit sechs Jahren bei der Fußballschule von Le Port. Mit acht Jahren wechselte er zum SS Jeanne d’Arc, wo er sieben Jahre spielte. Nach seiner Zeit dort wechselte er zum französischen Zweitligisten AJ Auxerre. 2017 erhielt er einen Vertrag bei der zweiten Mannschaft der Mittelfranzosen. Nur ein Jahr später avancierte er zum Spieler in der Profimannschaft. 2018/19 kam er in fünf Ligapartien zum Einsatz. Sein erstes Profitor schoss er in der Coupe de la Ligue beim 2:1-Sieg über die LB Châteauroux als er zum 2:1-Siegtreffer einköpfte. In der darauffolgenden Saison war er Stammspieler in der Verteidigung von AJA und spielte bis Ende Januar in 16 Ligaspielen. Noch in der Winterpause verpflichtete ihn die AS Monaco für zehn Millionen Euro. In der restlichen Saison spielte er jedoch kein einziges Mal für die Monegassen. Im Sommer 2020 wurde Marcelin an Cercle Brügge in die Division 1A nach Belgien verliehen. Bei den Belgiern hatte er sofort einen Stammplatz und stand in 20 von 30 möglichen Ligaspielen auf dem Platz, wobei er einmal traf, sowie zwei Pokalspielen mit ebenfalls einem Tor.
Zur Saison 2021/22 kehrte er wieder in den Kader von AS Monaco zurück. Nach einer Saison in Monaco, in der er nur drei Spiele für die zweite Mannschaft bestritt, wurde er Ende August 2022 ein weiteres Mal für eine Saison an Cercle Brügge, dem Partnerverein von Monaco, ausgeliehen. Hier bestritt er 20 von 35 möglichen Ligaspielen, in denen er ein Tor schoss.
Nach Ende der Ausleihe gehörte er zunächst wieder zum Kader von Monaco, bevor er Mitte Juli 2023 zum Zweitligisten Girondins Bordeaux wechselte, bei dem er einen Vertrag mit einer Laufzeit bis zum Ende der Saison 2026/27 unterschrieb. Noch vor Ende der Vertragslaufzeit wechselte er bereits ein Jahr später zu Beitar Jerusalem in die Ligat ha’Al, kam dabei in 30 Ligaspielen zum Einsatz, erzielte drei Treffer und wurde zum Saisonende zum besten Verteidiger der Liga gewählt.
Im Juli 2025 wechselte Marcelin zum österreichischen Bundesligisten SK Rapid Wien, bei dem er einen bis 2028 laufenden Vertrag unterschrieb.

### Nationalmannschaft
Marcelin machte bislang Spiele für die französische U-19-Nationalmannschaft. Dabei lief er unter anderem zweimal bei der U19-Europameisterschaft 2019 auf. Zwischen September und November 2019 spielte er dreimal im U-20-Nationalteam.
Anschließend wechselte Marcelin den Verband und debütierte im März 2025 in der WM-Qualifikation gegen die Zentralafrikanische Republik für die madagassische A-Nationalmannschaft.